# Председнички избори у САД 1872.
Председнички избори у Сједињеним Државама 1872. били су 22. четворогодишњи председнички избори, одржани у уторак, 5. новембра 1872. Упркос расцепу у Републиканској странци, актуелни председник Јулисиз С. Грант победио је демократског кандидата либералног републиканца Хораса Грилија.
Грант је једногласно поново номинован на Републиканској националној конвенцији 1872. године, али његови унутарпартијски противници су организовали Либерално републиканску партију и одржали сопствену конвенцију. Конвенција либералних републиканаца из 1872. номиновала је Грилија, издавача њујоршких новина, и написала платформу која позива на реформу државне службе и окончање реконструкције. Лидери Демократске партије веровали су да је њихова једина нада да победе Гранта била да се уједине око Грилија, а Демократска национална конвенција из 1872. номиновала је кандидату за либералне републиканце.
Упркос унији између либералних републиканаца и демократа, Грили се показао као неефикасан у кампањи, а Грант је остао широко популаран. Грант је одлучно победио на реизбору, са 31 од 37 држава, укључујући неколико јужних држава које неће поново гласати за републиканце све до 20. века. Грант би био последњи носилац који је освојио други узастопни мандат све до победе Вилијама Макинлија на председничким изборима 1900, а његова изборна разлика од 11,8% била је највећа разлика између 1856. и 1904. године.
29. новембра 1872, након што су гласови народа пребројани, али пре него што је Електорски колеџ дао своје гласове, Грили је умро. Као резултат тога, бирачи који су претходно били посвећени Грилију гласали су за четири кандидата за председника и осам кандидата за потпредседника. Избори 1872. такође остају једини случај у историји САД у којем је главни председнички кандидат који је освојио електорске гласове умро током изборног процеса. Ови избори поставили су рекорд за најдужи низ републиканских победника гласова у америчкој историји, четири избора, што је рекорд који би иста странка поставила 1908. Међутим, Грант је један од само четири републиканска председника који су служили два пуна мандата у канцеларију, а остали су Двајт Д. Ајзенхауер, Роналд Реган и Џорџ В. Буш.